# Patricia Collinge
Eileen Cecilia " Patricia " Collinge (Dublín, 20 de septiembre de 1892-Nueva York, 10 de abril de 1974) fue una actriz y escritora irlandesa-estadounidense. Fue conocida por sus apariciones en teatro, así como por sus papeles en las películas La loba (1941) y Shadow of a Doubt (1943). Fue nominada a un Premio Oscar y ganó un premio NBR por La loba.

## Trayectoria
Collinge nació en Dublín, hija de Emmie (de soltera Russell) y F. Channon Collinge. Allí fue educada primero por una institutriz y luego en un colegio femenino. Tomó clases de danza y piano, que no le interesaban, y decidió ser actriz. 
Collinge actuó por primera vez en 1904 en Little Black Sambo and Little White Barbara en el Garrick Theatre de Londres. En 1907 emigró a Estados Unidos con su madre. Poco después, apareció como florista en The Queens of the Moulin Rouge (1908)  y como actriz secundaria en The Thunderbolt (1910), protagonizada por Louis Calvert, que se representó en el New Theatre (Century Theatre).
En 1911, Collinge interpretó el papel de Youth en la producción de Broadway de Everywoman, con Laura Nelson Hall en el papel principal. Volvió a interpretar el papel en la producción de Londres de 1912, protagonizada por Alexandra Carlisle. Apareció como Agnes con Douglas Fairbanks, Sr., Amelia Bingham y William H. Crane en The New Henrietta, una obra basada en una comedia de Bronson Howard, producida en el Knickerbocker Theatre de Broadway en diciembre de 1913. En 1914, volvió a aparecer con Fairbanks en He Comes Up Smiling.
Collinge actuó en A Regular Businessman, fue la Pollyanna Whittier original en Pollyanna y actuó con Tillie en 1919. En 1932 actuó en Autumn Crocus. Formó parte del reparto original de Broadway de Las zorritas en 1939, con Tallulah Bankhead como protagonista, en el papel de la trágica Birdie Hubbard. En 1941, interpretó el mismo papel en la versión cinematográfica, protagonizada por Bette Davis. Otros trabajos teatrales incluyen papeles en producciones de The Heiress, Just Suppose, The Dark Angel, The Importance of Being Earnest, To See Ourselves y Lady with a Lamp. Su última aparición en el teatro fue en diciembre de 1952 en I've Got Sixpenceen el Ethel Barrymore Theatre. 
Su debut cinematográfico en La loba de 1941 le valió una nominación al Oscar a la mejor actriz de reparto. Otras de sus películas fueron Shadow of a Doubt (1943), Tender Comrade (1943) y The Nun's Story (1959).
Collinge trabajó con Alma Reville (esposa de Hitchcock) y Ben Hecht en el guion de Lifeboat de Hitchcock (1944), que también protagonizó Tallulah Bankhead. Tambíén escribió varios ensayos teatrales, como “Dame la naturaleza” o “El Sr. y la Sra. Engel”, basado en un viaje a Italia, por el  cual recibió la Medalla de Oro por parte del Gobierno italiano.
A finales de la década de los 50, así como en los años sesenta, Patricia cambió de medio, interviniendo en capítulos de series para la televisión, entre las que destacamos “Alfred Hitchcock presenta”, “Policías de Nueva York” o “Laramie”, entre otras.
Patricia Collinge murió en New York, en los Estados Unidos, el día 10 de abril de 1974.

## Premios y nominaciones
| Año  | Premio                   | Categoría               | Trabajo | Resultado |
| ---- | ------------------------ | ----------------------- | ------- | --------- |
| 1941 | National Board of Review | Mejor Interpretación    | La loba | Ganadora  |
| 1942 | Premio Oscar             | Mejor Actriz de Reparto | La loba | Nominada  |